# Гарольд Голт
Гарольд Едвард Голт (англ. Harold Edward Holt 5 серпня 1908 - 17 грудня 1967) – австралійський політичний діяч, 17-й Прем'єр-міністр Австралії.
Термін його перебування на посту Прем'єр-міністра країни трагічно перервався, коли він зник у грудні 1967 року під час купання на пляжі поблизу Пойнт Непіну, Вікторія. Офіційні джерела вважають, що він потонув.
Голт провів 32 роки у парламенті, включаючи багато років як старший член Кабінету міністрів, але пост Прем'єр-міністра займав лише протягом 22 місяців. Його попередник, для порівняння, займав пост голови уряду, за загальним рахунком, упродовж 18 років.

## Ранні роки

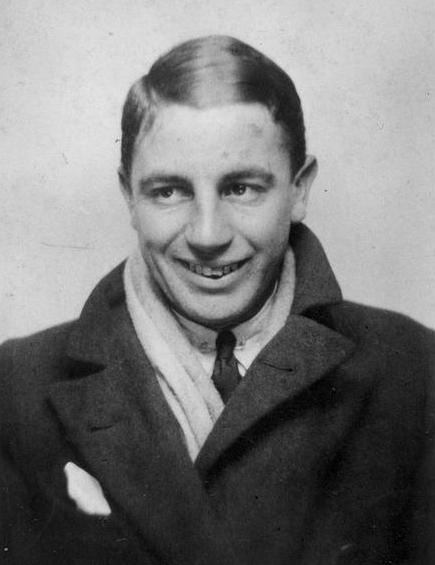
Гарольд Голт у 1930-ті

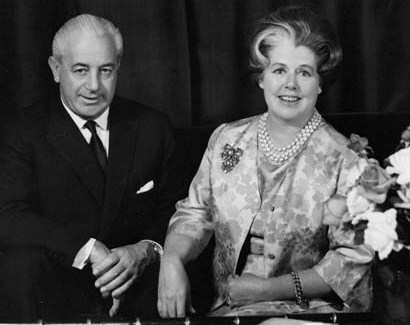
Гарольд та Зара Голт у 1950-ті

Гарольд Голт був старшим з двох дітей Вільямса Голта. Він народився в одному з передмість Сіднея Стенмурі 5 серпня 1908. Він та його брат Кліфорд Томас Голт, що народився 1910, провели своє дитинство у Сіднеї. Голт здобував освіту у трьох різних школах Сіднея та Аделаїди з 1913 до 1919 року.
Батьки Гарольда Голта розлучились 1918 року. Його мати померла у 1924 році, коли йому було лише шістнадцять, і він не був присутнім на її похованні. Брак батьківської уваги, розлучення батьків та рання смерть матері прищепили молодому Гарольдові почуття глибокої самотності та ненадійності. Це спонукало його досягти висот у власній кар’єрі.
Голт здобув вищу освіту у Королівському коледжі Мельбурнського університету, до якого вступив 1927 року. Він переважав інших у багатьох галузях університетського життя: він виграв чемпіонат коледжу з крикету, а також здобув Приз Ессе на конкурсі красномовства. Він був членом міжуніверситетської команди з дебатування, а також президентом  спортивного та соціального клубів та Спілки студентів-юристів.
Під час навчання в університеті Голт зустрів Зару Бейт, з якою незабаром почав зустрічатись. Однак, 1934 року Зара подорожувала за кордоном. У Лондоні вона зустріла капітана Джеймса Фелла, з яким одружилась у березні 1935 року. Її перший син Ніколас народився 1937 року, а пізніше, 1939, народились близнята Сем та Ендрю. До того часу Зара відновила свої стосунки з Голтом, та її шлюб незабаром розпався. Деякі джерела кажуть, що Голт був біологічним батьком близнюків. Голт одружився із Зарою 1946 і прийняв усіх трьох хлопчиків.
Гарольд Голт отримав диплом бакалавра права у 1930 році. Деякий час він працював клерком в одній з фірм Мельбурну, оскільки Велика депресія не давала йому змоги знайти роботу адвоката. Батько Голта, який свого часу здобув освіту у Лондоні, жадав, щоб його син також продовжив навчатись у Британії. Але світова криза, що поступово поглиблювалась, не дала зробити й цього також.

## Рання політична кар’єра
На початку 1930-х до місцевого осередку «Об'єднаної Австралії» у штаті Вікторія. На федеральних виборах 1934 року Голт разом із своєю партією зазнав поразки у боротьбі з чинним прем'єром Джеймсом Скалліном. 17 серпня 1935 Голт все ж пройшов до Палати представників. На той час йому було лише 27 років, і він став одним з наймолодших парламентарів за всю історію країни.
Починаючи з цього моменту Голт вирішив присвятити своє життя політичній діяльності. Голт був працеголіком, який зазвичай працював до 16 годин на день, залишаючи на сон 4-5 годин щоночі.
1939 року наставник Голта Роберт Мензіс став Прем'єр-міністром після раптової смерті чинного голови уряду Джозефа Лайонса та короткочасного правління Ерла Пейджа. Енергійність Голта надавала йому можливість швидкого просування кар'єрними сходами, і в квітні 1939 його було призначено Міністром без валізи, що надавав допомогу Міністрові забезпечення та розвитку. У жовтні 1939 він стає Міністром науки та промислового дослідження, а упродовж листопада 1939 він виконував обов'язки Міністра цивільної авіації.
У жовтні 1940 Голта було призначено на посаду Міністра зайнятості та праці. Одним з найвидатніших його досягнень на цьому посту стало прийняття Акту про дитячу працю у квітні 1941.
У серпні 1941 Мензіс був змушений піти у відставку з посту Прем'єр-міністра країни. Його наступником став лідер Національної партії Артур Фадден. Згодом «Об'єднана Австралія» втратила свої місця у парламенті, і лідер лейбористів Джон Кертін сформував новий уряд. До 1944 року «Об'єднана Австралія» розпалась, і 1945 року Мензіс сформував нову Ліберальну партію, що утворила коаліцію з Національною партією. Голт був одним з перших, хто приєднався до нової політичної сили.

## Міністерська кар’єра

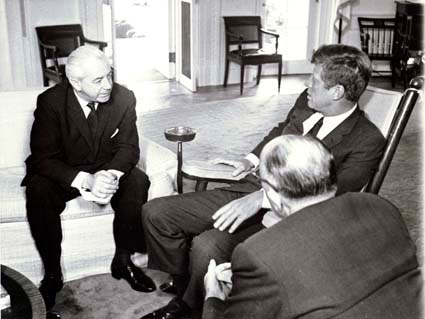
Голт та Президент США Кеннеді у Овальному кабінеті у 1963 році

Після восьми років, проведених у опозиції, коаліція виграла вибори 1949 року і розпочався другий термін Мензіса на посту Прем'єр-міністра. У цьому уряді Голту було виділено престижні валізи Міністра зайнятості та праці (1949-1958) та Міністра імміграції (1949-1956). Згодом його почали розглядати як наступника Роберта Мензіса і потенційного Прем'єр-міністра.
Голта було визнано найкращим Міністром праці часів федерації. Хоча на той час комуністичний рух в Австралії досяг свого піку, а особливої сили набирали профспілки.
Голт створив систему найефективнішого співробітництва між урядом, судами, підприємцями та профспілками. Він насолоджувався добрими відношеннями з профспілковими лідерами, такими як: Альберт Монк – президент Ради австралійських профспілок, Джим Хілі – лідер Федерації морських робітників. Голт завоював репутацію лояльного, готового йти на компроміс політика.
У грудні 1958 року, після відставки Артура Фаддена, Голта було призначено Міністром фінансів. Він підготував свій перший бюджет у серпні 1959 року, а його головним досягненням є реформа банківської системи (започаткована Фадденом), включаючи заснування Резервного банку Австралії, а також планування та підготовка до введення у обіг десяткової валюти.
Однак, у листопаді 1960 Голт припустився однієї з нечисленних найголовніших помилок за його кар’єру. У спробі підвищення ВВП, контролю інфляції та зменшення дефіциту бюджету, Голт «досягнув» найбільшого спаду економіки країни, починаючи з 1945 року: ринок акцій різко впав, знизились приватні інвестиції, впали продажі автомобілів, безробіття підвищилось майже до 2%, зруйнувалось декілька великих компаній.
Груба помилка Голта зашкодила його кар’єрі та призвела до того, що коаліція стала близькою до втрати місць у парламенті на виборах 1961 року, які вона виграла із сумнівною перевагою у одне місце. Голта різко критикували, його імідж сильно постраждав, і пізніше він змалював 1960—1961 як «…мій найважчий рік у суспільному житті». Але його політичні акції, подібно до економіки, незабаром відновились у ціні.
Він залишався на посаді Міністра фінансів до січня 1966, коли Мензіс пішов у відставку, і Голта було обрано лідером партії, що автоматично принесло йому прем'єрство. До того часу він був членом парламенту упродовж майже тридцяти одного року.

## Прем'єр-міністр

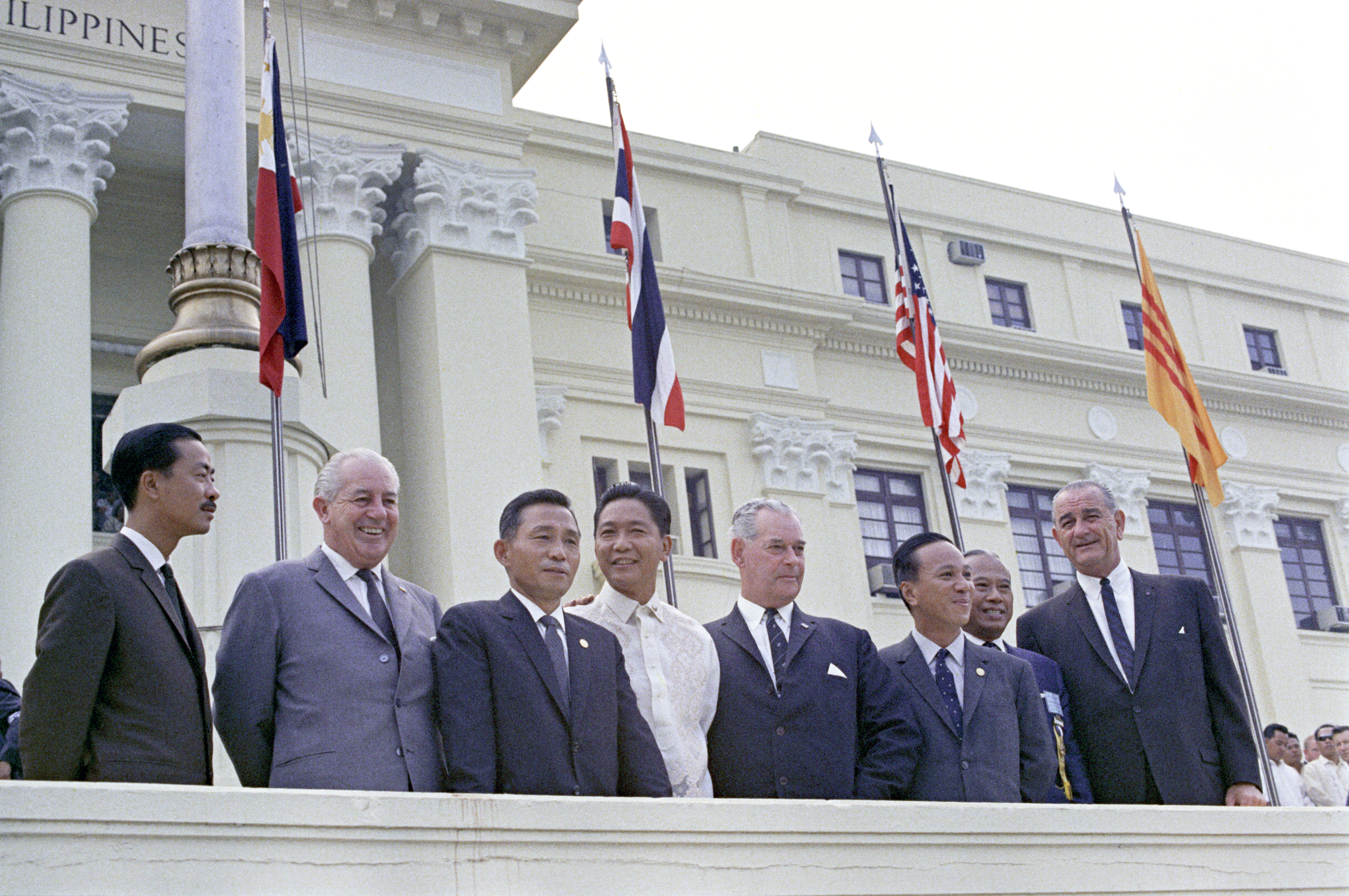
Прем'єр-міністр Голт (другий зліва) на саміті SEATO, 1966

Голт склав присягу як Прем'єр-міністр на День Австралії, 26 січня 1966. До складу його первинного Кабінету увійшли:
- Джон Маківен – Представник Прем'єр-міністра, лідер Аграрної партії, Міністр торгівлі та промисловості
- Вільям Макмагон – Міністр фінансів
- Пол Хеслак – Міністр закордонних справ
- Ален Фейрхолл – Міністр оборони
- Чарлз Адерманн – Міністр первинної промисловості
- Чарлз Бернс – Міністр територій
- Девід Фейрберн – Міністр національного розвитку
- Сенатор Джон Гортон – Міністр освіти та науки
- Сенатор Денем Генті – Міністр продовольчої політики
- Алан Халм – Міністр пошти
- Лес Барі – Міністр праці
- Малколм Фрейзер – Міністр армії

Термін перебування Голта на головному державному посту обмежився 1966—1967 роками. Він запам'ятався, головним чином, драматичними обставинами своєї смерті. Ці події затьмарили усі його досягнення на посту голови уряду, особливо його роль у підтримці та розширенні військового обов'язку в Австралії напередодні В'єтнамської війни.
Перебування Голта на посаді збіглося з найзапеклішим періодом холодної війни, тому його уряд стояв перед декількома серйозними викликами у зовнішній політиці. Велика Британія зміщує акценти у зовнішній політиці, у зв'язку з чим колишній ворог Австралії Японія стає її головним торговим партнером.

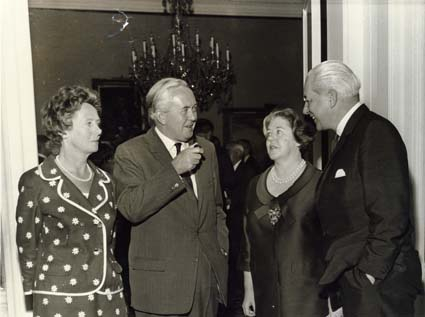
Зустріч Голта з Прем'єр-міністром Великої Британії Гарольдом Вільсоном та місіс Вілсон у 1967

Занепокоєння також викликала мінлива ситуація у Індонезії, що була зумовлена протистоянням прихильників Сукарно та генерала Сухарто, у той час, як Комуністична партія Китаю запустила свою культурну революцію. Нестабільна міжнародна ситуація досягла кризової межі у червні 1967, коли на Близькому Сході спалахнула Шестиденна війна, а шістьма днями пізніше Китай випробував свою першу водневу бомбу. У світі тривала масова істерія: космічні перегони, деколонізація, локальні війни, державні перевороти, голод, збройні повстання тощо. Ці події захопили Північну та Південну Америку, країни Африки та Азії.
Передача влади від Мензіса до Голта у лютому 1966  пройшла рівно і без проблем, а під час федеральних виборів того ж року виборці рішуче підтримали політичний дует Голт - Маківен, надаючи коаліційним силам 56% голосів.
Одним з найбільших та найвизначніших досягнень Голта став початок скасування Білої політики Австралії,  що поклало край расовим суперечкам,  надаючи азійським спеціалістам рівні права з вихідцями з Європи. Він також заснував Австралійську раду мистецтв, що започаткувала добру традицію федеральної підтримки австралійських митців. Цю ініціативу було значно розширено за часів урядування Джоном Гортоном.
У галузі конституційного права, безсумнівно, найвидатнішим досягненням Голта є референдум 1967 року, на якому переважна більшість австралійців віддала голоси на користь надання рівних прав аборигенам Австралії та включення їх до перепису Співдружності націй.
В економіці термін врядування Голта розпочався із введення в Австралії десяткової валюти, яку було запущено у обіг 14 лютого 1966 року. Хоча всю попередню роботу щодо переходу на десяткову валюту було проведено за часів перебування Мензіса на посту Прем'єр-міністра, Голт мав безпосереднє відношення до зазначеного процесу. Отже, символічним став той Факт, що Голту довелось і завершити перехід.

## Голт і В'єтнам

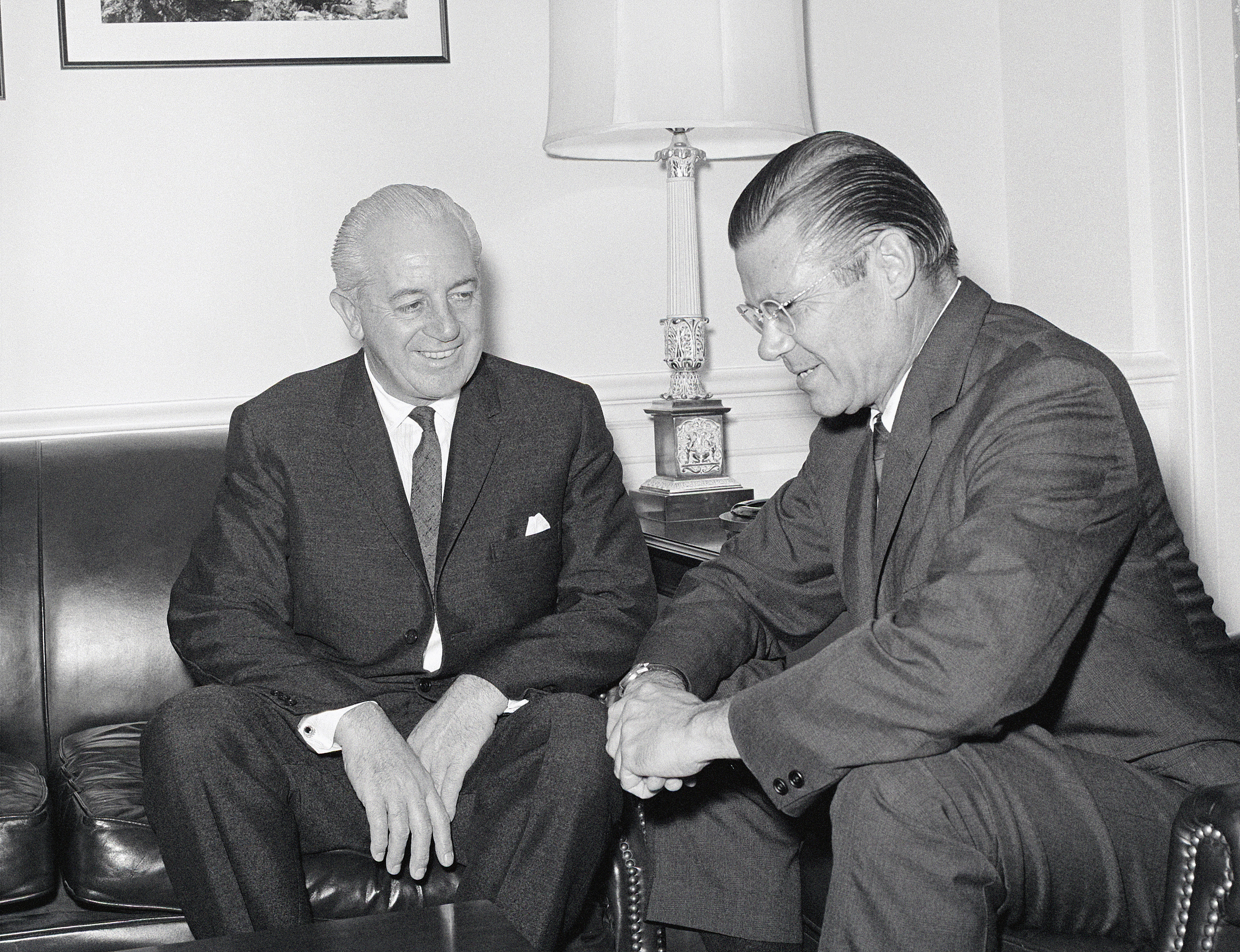
Гарольд Голт та Міністр оборони США Роберт Макнамара у Пентагоні у липні 1966 року

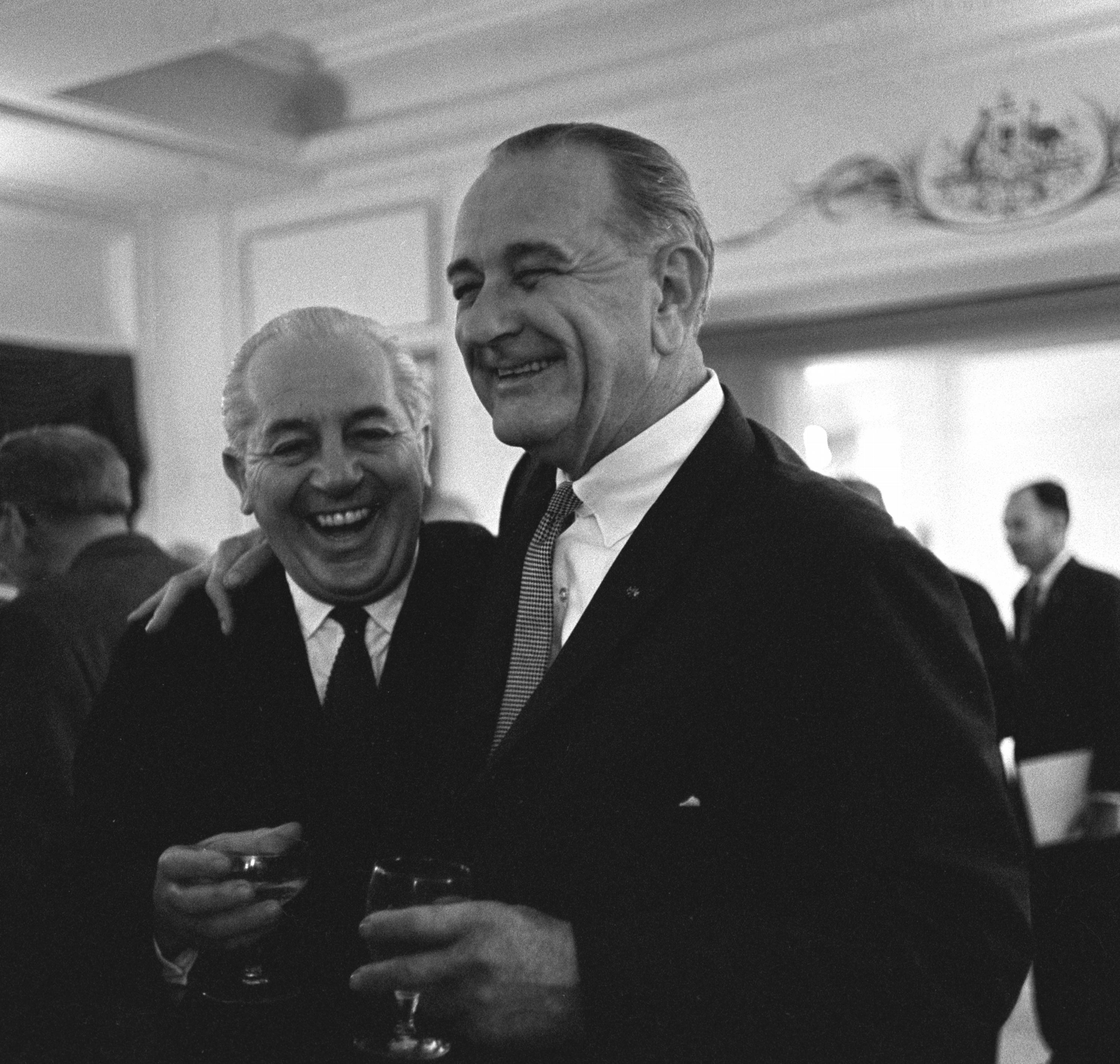
Гарольд Голт та Президент США Ліндоном Джонсоном у Білому домі у жовтні 1966 року

Упродовж усього терміну перебування Голта на посаді домінуючим питанням зовнішньої політики Австралії була В'єтнамська війна. Уряд Голта значно збільшив австралійську присутність у конфлікті, а сам Прем'єр-міністр палко захищав політику США в регіоні. Крім того, Голт активно налагоджував стосунки з американським Президентом Ліндоном Джонсоном, який вперше відвідав Мельбурн 1942 року.
При вступі у повноваження Голт заявляв, що не має жодних намірів щодо збільшення австралійської присутності у В'єтнамі, але вже за місяць, у грудні 1966, він оголосив, що Австралія збільшить чисельність свого контингенту майже втричі – до 4500 чоловік, включаючи 1500 строковиків.
Двома місяцями пізніше, у травні, Голт був змушений оголосити про смерть першого солдата-строковика у В'єтнамі. Рішення про збільшення австралійської військової присутності у зоні конфлікту пізніше було скасовано Джоном Гортоном.
20 жовтня 1966 року Президент Джонсон прибув до Австралії на запрошення Голта з метою триденного офіційного. Цей приїзд відзначився масовими антивоєнними демонстраціями.

## Федеральні вибори 1966
Голт постав перед загальними виборами 26 листопада 1966 року як Прем'єр-міністр. Він зосередив свою кампанію на проблемах війни у В'єтнамі та ймовірній комуністичній загрозі в Азії.
Незважаючи на обіцянки його опонентів вивести австралійських військових з зони конфлікту, Голт отримав більшість голосів. Мало того, коаліція створила найчисельнішу більшість у парламенті за часів Федерації. Ліберальна партія збільшила число місць з 52 до 61, а Національна партія – з 20 до 21, у той час, як лейбористи зменшили своє представництво з 51 до 41 місць.

## 1967

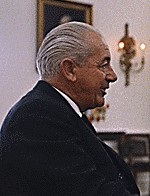
Гарольд Голт на зустрічі з Ліндоном Джонсоном 1 червня 1967 року

На початку 1967 року відносини між партнерами по коаліції почали псуватись з причин розбіжностей у поглядах на економічну і торгову політику. Дехто з лібералів невдовзі став висловлювати невдоволення слабким лідерством Голта. Алан Рід (австралійський журналіст) стверджує, що Голта все частіше критикували всередині партії.

## Зникнення
Недільного ранку 17 грудня 1967 року Голт разом із кількома друзями та охоронцями спостерігали за прибуттям до Мельбурна мореплавця-одинака Алека Роса, що здійснював своє навколосвітнє плавання на яхті. Близько опівдні компанія відправилась до одного з найулюбленіших пляжів Голта поблизу Пойнт Непіну. Голт вирішив піти поплавати, хоча був сильний приплив, а сам пляж був відомий своїми небезпечними течіями.
Голт був витривалим плавцем, про що говорить його біограф Том Фрам: «… Голт демонстрував неймовірну витривалість під водою». Однак, на той час стан його здоров'я був далеким від ідеального. У вересня 1967 у нього стався рецидив старої травми плеча, що завдавала йому сильного болю, і тому лікарі прописали Голтові сильне знеболювальне. Він проігнорував пораду свого лікаря відносно утримання від гри у теніс та плавання до повного одужання, а інший лікар прописав йому морфій.
Незважаючи на вмовляння його друзів, Голт почав плавати, але незабаром зник з поля зору. Тому його друзі забили на сполох. У стислий термін пляж та акваторію було обшукано загонами поліції, флоту та авіації, а також місцевих добровольців. Ці дії швидко переросли у наймасштабнішу в історії країни рятувально-пошукову операцію, але жодних слідів Голта знайдено не було.
Через два дні, 19 грудня 1967, уряд зробив офіційну заяву, що Гарольд Голт вважається загиблим. Генерал-губернатор Лорд Кейсі привів до присяги як голову уряду Джона Маківена, у той час як ліберали обирали нового лідера.

### Плітки
Було багато чуток відносно смерті Голта, включаючи припущення, що він скоїв самогубство або інсценував власну смерть, щоб утекти зі своєю коханкою. Загадкове зникнення Гарольда Голта стала предметом багатьох міських байок Австралії. Дехто навіть вважав, що Голта було викрадено китайським підводним човном або НЛО. 1983 британський журналіст Ентоні Грей видав книгу, в якій він стверджував, що Голт був китайським агентом, і таким чином завершилась його місія у Австралії.

## Криза в партії
Зникнення Голта викликало кризу лідерства у Ліберальній партії. Вранці 18 грудня лідер Національної партії Джон Маківен публічно оголосив, що він та його колеги по партії не бажають служити в коаліції, якщо Вільяма Макмагона буде обрано лідером Ліберальної партії. Маківен відмовився називати причини, сказав лишень, що Макмагон знає їх. Тим часом, 19 грудня Маківен склав присягу як Прем'єр-міністр, але його повноваження мали тривати лише до обрання нового лідера Ліберальної партії. 10 січня сенатора Джона Гортона було обрано лідером партії, і було приведено до присяги як голови уряду.

## Зовнішні посилання
- Harold Holt [Архівовано 17 вересня 2010 у Wayback Machine.] Прем'єр-міністри Австралії/Національний архів Австралії
- Harold Holt and LBJ  [Архівовано 1 серпня 2013 у Wayback Machine.] – Відеоролик на You Tube